# Ага Масих Ширвани
Ага́ Маси́х Ширвани́ (азерб. Ağa Məsih Şirvani) — азербайджанский поэт XVIII века. Дед видного азербайджанского педагога Султана Меджида Ганизаде.

## Биография
Ага Масих Ширвани родился в первой четверти XVIII века в ширванском селении Дедегюнеш. Он является продолжателем традиций Физули — классика азербайджанской литературы XVI века. В своих газелях, мухаммасах и гошмах Ага Масих воспевал земную любовь, красоту природы, услады жизни, отцовство, а также осуждал бесчестие, лицемерие, несправедливость и деспотизм.

## Сочинения
Ага Масих Ширвани является автором недошедшей до нас поэмы «Шахнаме». Поэма была посвящена властителю Кубинского ханства Фатали-хану.

## Пятистишья
Ласкающий твой лик блистает, как заря,
К влюблённым нежен он, отрады им даря,
И ротик твой лукав, шарады говоря,
Нигде подобной нет, хоть проплыви моря.
Аллах свои дары так расточал не зря.
К лицу ль тебе наряды? …